# 合浦珠母贝
合浦珠母贝，亦称马氏珠母贝或福克多珍珠蛤，是莺蛤目莺蛤科真珠蛤属的一种，名列中国国家重点保护经济水生动植物资源名录。根據研究，本物種被發現與其他物種其實屬於同種異名而於2010年合併在一起。
本物种主要分布于南中國海、韩国、中国大陆，出现在潮间带至潮下带、生活在波浪较为平静的内湾，泥沙、岩礁或石砾较多的海底。

## 特征
左右两壳不完全对称，左壳稍突起，右壳较平；壳顶偏向前方，自壳顶向前后平伸两耳状突起，前小后大，全壳略呈斜方形；壳面有覆瓦状排列的淡黄褐色鳞形薄片；足丝粗韧。

## 分布
主要分布于中国，常栖息在珊瑚礁海域、混有砂砾及贝壳碎屑底质的内湾或浅海盆形海底。